# Хоуп (Ајдахо)
Хоуп (енгл. Hope) град је у америчкој савезној држави Ајдахо.

## Демографија
По попису из 2010. године број становника је 86, што је 7 (8,9%) становника више него 2000. године.
| Група             | 2000.       | 2010.      |
| Белци             | 79 (100,0%) | 85 (98,8%) |
| Афроамериканци    | 0 (0,0%)    | 0 (0,0%)   |
| Азијати           | 0 (0,0%)    | 0 (0,0%)   |
| Хиспаноамериканци | 0 (0,0%)    | 0 (0,0%)   |
| Укупно            | 79          | 86         |